# Ридус, Норман
Но́рман Марк Ри́дус (англ. Norman Mark Reedus; род. 6 января 1969, Холливуд, Флорида) — американский актёр, телеведущий и бывшая фотомодель. Наиболее известен своей основной ролью Дэрила Диксона в телесериале «Ходячие мертвецы» и спин-оффе «Ходячие мертвецы: Дэрил Диксон», а также главной ролью Сэма Бриджеса в компьютерной игре Death Stranding.

## Ранняя жизнь
Ридус родился в Холливуде, Флорида, в семье Марианны (урождённой Ярбер), учительницы, и Иры Норман Ридус. Бабушка Ридуса по отцовской линии имела французское и итальянское происхождение, а его дедушка имел английское, шотландское и ирландское происхождение. В течение семестра он учился в Колледже Беттани в Линдсборге, Канзас. Пожив в Токио, он переехал в Калифорнию, чтобы работать в магазине Harley-Davidson в Венисе, Калифорния, и участвовал в различных выставках в качестве художника, фотографа, скульптора и оператора. Впервые он сыграл в пьесе «Карты для утопленников» в театре Тиффани на бульваре Сансет.

## Карьера

### Кино и телевидение
Дебют в киноиндустрии состоялся в 1997 году, в фильме «Плавание», где Ридус исполнил главную роль, за которую он получил премию New England Film & Video Festival за «лучшую актёрскую игру». В том же году сыграл незначительную роль в фильме Гильермо Дель Торо «Мутанты». В 1999 году исполнил незначительную роль в фильме «8 миллиметров» играя бок-о-бок с Николасом Кейджем и Хоакином Фениксом. В августе того же года вышел фильм «Святые из Бундока» где Ридус сыграл одну из самых значимых ролей в своей карьере. В 2003 году появился в качестве приглашённой звезды в телесериале «Зачарованные» Нейта. В 2007 получил главную роль в российском фильме «Мороз по коже». В 2009 вернулся к роли Мёрфи МакМанус в продолжении «Святые из Бундока 2: День всех святых». С 2010 года исполняет роль Дэрила Диксона в телесериале «ходячие мертвецы», персонажа которого не было в комиксах, однако после прослушивания на роль Мерла Диксона (старшего брата Дэрила) руководство сериала решило создать нового персонажа, которого после окончания первого сезона решили оставить в телесериале. Персонаж в исполнении Ридуса так сильно понравился зрителям, что после окончания сериала в 2022 году, был запущен первый сезон спин-оффа «Ходячие мертвецы: Дэрил Диксон» о приключениях Дэрила Диксона отдельно от других персонажей.

### Модельная карьера, музыкальные клипы и искусство
Помимо съёмок в фильмах и сериалах, Ридус начиная с 1989 года появляется во множестве музыкальных клипов различных музыкантах. Одним из таких является клип Леди Гаги на песню «Judas», где Ридус исполняет роль Иуды и появляется на протяжении всего клипа.
Ридус также выступал моделью для множества брендов, таких как: Prada, Alessandro Dell'Acqua, Durban, Levi’s, Lexus, и Morgenthal Fredrics. В 2013 Ридус также позировал для рекламы Cruelty Free International, в поддержку прекращения тестов косметики на животных.
Ридус также является художником, скульптором и фотографом, который выставлял свои работы в галереях Нью-Йорка, Барселоны, Берлина и Франкфурта. 31 октября 2013 года он выпустил книгу, являющейся сборником его фотографий под названием «Восходит солнце… как большая лысая голова» (с англ. The Sun's Coming Up... Like a Big Bald Head). В сентябре 2014 года анонсировали сборник фан-артов под названием «Спасибо за всё приятное» (англ. Thanks for All the Nice).

### Компьютерные игры
Впервые Ридус появился в компьютерной игре 2013 года, под названием «The Walking Dead. Инстинкт Выживания» в качестве протагониста. Также Ридус должен был стать протагонистом в игре по вселенной Silent Hill, однако после ухода Хидэо Кодзимы из Konami, проект закрыли. В 2019 году появился в качестве протагониста в компьютерной игре «Death Stranding».

## Личная жизнь
С 1998 по 2003 год Норман Ридус встречался с моделью Хеленой Кристенсен. У пары есть сын Мингус, который родился 13 октября 1999 года. Несмотря на то, что пара рассталась, они остались друзьями и воспитывали сына поочерёдно.
В феврале 2005 года попал в ДТП в Германии, разбив себе полностью нос. Норману пришлось его реконструировать с помощью четырёх винтов, а глазницу заменить на титановую.
В 2015 году, во время съёмок фильма «Небо» познакомился с немецкой актрисой Дианой Крюгер. В июле 2016 года их заметили как пару. 2 ноября 2018 года у пары родилась дочь Нова.

## Фильмография
| Год          |     | Русское название                      | Оригинальное название                  | Роль                                                  |
| ------------ | --- | ------------------------------------- | -------------------------------------- | ----------------------------------------------------- |
| 1997         | ф   | Плавание                              | Floating                               | Ван                                                   |
| 1997         | ф   | Мутанты                               | Mimic                                  | Джереми                                               |
| 1997         | ф   | Кровь с молоком                       | Six Ways to Sunday                     | Гарри Одум                                            |
| 1998         | ф   | Я тебя теряю                          | I'm Losing You                         | Тоби                                                  |
| 1998         | ф   | Нарушитель спокойствия                | Reach the Rock                         | Дэнни                                                 |
| 1998         | ф   | Тёмная гавань                         | Dark Harbor                            | молодой человек                                       |
| 1998         | ф   | Дэвис мёртв                           | Davis Is Dead                          | Ларри                                                 |
| 1999         | ф   | Пусть дьявол носит чёрное             | Let the Devil Wear Black               | Бротиган                                              |
| 1999         | ф   | 8 миллиметров                         | 8MM                                    | Уоррен Андерсон                                       |
| 1999         | ф   | Святые из Бундока                     | The Boondock Saints                    | Мёрфи МакМанус                                        |
| 2000         | ф   | Ритм                                  | Beat                                   | Люсьен Карр                                           |
| 2000         | ф   | Сплетня                               | Gossip                                 | Трэвис                                                |
| 2000         | ф   | Червивый плод                         | Bad Seed                               | Джонатан                                              |
| 2000         | ф   | Песок                                 | Sand                                   | Джек                                                  |
| 2001         | ф   | Ударные звуки                         | The Beatnicks                          | Ник Нэро                                              |
| 2002         | ф   | Блеск                                 | Luster                                 | доставщик товаров                                     |
| 2002         | ф   | Блэйд 2                               | Blade II                               | Джош / Скад                                           |
| 2002         | ф   | Дикие бесы                            | Deuces Wild                            | Марко                                                 |
| 2003         | ф   | Никто не должен узнать                | Nobody Needs to Know                   | Курт                                                  |
| 2003         | ф   | Дикая удача                           | Tough Luck                             | Арчи                                                  |
| 2003         | с   | Зачарованные                          | Charmed                                | Нейт Паркс                                            |
| 2003         | ф   | Октан                                 | Octane                                 | водитель эвакуатора, брат Кристины                    |
| 2003         | док | Всю ночь                              | Overnight                              | камео                                                 |
| 2004         | ф   | До ночи                               | Until the Night                        | Роберт                                                |
| 2004         | ф   | Осама-но кампо                        | Ôsama no kampô                         | Норман                                                |
| 2005         | ф   | Больше, чем любовь                    | A Lot Like Love                        | Бывший парень Эмили в аэропорту                       |
| 2005         | с   | Мастера ужасов                        | Masters of Horror                      | Кирби                                                 |
| 2005         | ф   | Антитела                              | Antibodies                             | офицер Шмитц                                          |
| 2005         | ф   | Непристойная Бэтти Пейдж              | The Notorious Bettie Page              | Билли Нил                                             |
| 2006         | кор | В стенах непонимания                  | Walls                                  | Генри Флэш                                            |
| 2006         | кор | Думаю о тебе                          | I Thought of You                       | неизвестный / Также является сценаристом и режиссёром |
| 2006         | ф   | Преступление                          | Un crime                               | Винсент Харрис                                        |
| 2006         | тф  | 13 могил                              | 13 Graves                              | Норман                                                |
| 2006         | с   | Закон и порядок: Специальный корпус   | Law & Order: Special Victims Unit      | Дерек Лорд                                            |
| 2007         | ф   | Гангстер                              | American Gangster                      | детектив в морге                                      |
| 2007         | ф   | Мороз по коже                         | Moscow Chill                           | Рэй Персо                                             |
| 2008         | ф   | Разыскивается герой                   | Hero Wanted                            | Свейн                                                 |
| 2008         | кор | Встретимся в Берлине                  | Meet Me in Berlin                      | парень из Нью-Йорка                                   |
| 2008         | ф   | Красный каньон                        | Red Canyon                             | Мак                                                   |
| 2008         | кор | Время вышло                           | Dead*Line                              | Сет                                                   |
| 2008         | кор | Клоун                                 | Clown                                  | Люсьен                                                |
| 2008         | ф   | Кадиллак Рекордс                      | Cadillac Records                       | звукооператор фирмы Chess                             |
| 2008         | кор | Отголоски вымирания                   | Echoes of Extinction                   | Эрик Ричардс                                          |
| 2008         | кор | Душа из пенополистирола               | Styrofoam Soul                         | Джо                                                   |
| 2009         | кор | Преследование                         | The Chase                              | опасный парень                                        |
| 2009         | ф   | Посланники 2                          | Messengers 2: The Scarecrow            | Джон Роллинз                                          |
| 2009         | ф   | Пандорум                              | Pandorum                               | Шепард                                                |
| 2009         | ф   | Святые из Бундока 2: День всех святых | The Boondock Saints II: All Saints Day | Мёрфи МакМанус                                        |
| 2010         | ф   | Мескада                               | Meskada                                | Деннис Берроуз                                        |
| 2010         | ф   | Заговорщица                           | The Conspirator                        | Льюис Пауэлл                                          |
| 2010         | кор | Олли Клаблерштерф против нацистов     | Ollie Klublershturf vs. The Nazis      | Барри                                                 |
| 2010         | ф   | 8:28 am                               | 8 Uhr 28                               | незнакомец                                            |
| 2010         | с   | Гавайи 5.0                            | Hawaii Five-0                          | Антон Гесс                                            |
| 2010—2022    | с   | Ходячие мертвецы                      | The Walking Dead                       | Дэрил Диксон                                          |
| 2011         | ф   | Школьный стрелок                      | Hello Herman                           | Лакс Моралес                                          |
| 2012         | ф   | Ночь тамплиера                        | Night of the Templar                   | Генри Флеш                                            |
| 2013         | мф  | Железный Человек: Восстание Техновора | Iron Man: Rise of Technovore           | Фрэнк Касл/Каратель                                   |
| 2013         | ф   | Луч света младший                     | Sunlight Jr.                           | Джастин                                               |
| 2013         | ф   | Хроники ломбарда                      | Pawn Shop Chronicles                   | Стэнли                                                |
| 2013         | ки  |                                       | The Walking Dead: Survival Instinct    | Дэрил Диксон                                          |
| 2014         | ки  |                                       | P.T.                                   | протагонист                                           |
| 2014         | ф   | Драйвер на ночь                       | Stretch                                | Норман Ридус                                          |
| 2015         | ф   | Воздух                                | Air                                    | Винсент                                               |
| 2015         | ф   | Каникулы                              | Vacation                               | дальнобойщик                                          |
| 2015         | ф   | Небо                                  | Sky                                    | Диего                                                 |
| 2016         | ф   | Три девятки                           | Triple Nine                            | Рассел Уэлч                                           |
| 2016         | мс  | Американский папаша!                  | American Dad!                          | Тим (озвучка)                                         |
| 2016         | мс  | Турбо: Молниеносная команда           | Turbo Fast                             | Безумный Пит (озвучка)                                |
| 2016         | мс  | Вольтрон: Легендарный защитник        | Voltron: Legendary Defender            | Роло (озвучка)                                        |
| 2016 — н. в. | с   | По дороге с Норманом Ридусом          | Ride with Norman Reedus                | В роли самого себя                                    |
| 2017         | мс  | Робоцып                               | Robot Chicken                          | Дэрил Диксон                                          |
| 2017         | ф   | Вторжение пришельцев: S.U.M.1         | Alien Invasion: S.U.M.1                | K.E.R.4 (озвучка)                                     |
| 2018         | мс  | Мастера мяча: 9009                    | Ballmastrz: 9009                       | Бахус Лабрут                                          |
| 2019         | ки  |                                       | Death Stranding                        | Сэм Портер-Бриджес                                    |
| 2020         | ки  |                                       | The Walking Dead: Onslaught            | Дэрил Диксон                                          |
| 2020         | ки  |                                       | Fortnite: Battle Royale                | Дэрил Диксон                                          |
| 2021         | с   | Адский босс                           | Helluva Boss                           | Страйкер                                              |
| 2021         | с   | Ходячие мертвецы: Истоки              | The Walking Dead: Origins              | В роли самого себя/Дэрил Диксон                       |
| 2021         | ки  |                                       | State of Survival                      | Модель персонажа                                      |
| 2023         | ф   | Байкеры                               | The Bikeriders                         | Фанни Сонни                                           |
| 2023 — н. в. | с   | Ходячие мертвецы: Дэрил Диксон        | Daryl Dixon                            | Дэрил Диксон                                          |
| 2025         | ф   | Балерина                              | Ballerina                              | Дэниел Пайн                                           |
| 2025         | ки  |                                       | Death Stranding 2: On The Beach        | Сэм Портер-Бриджес                                    |
|              | ф   | Святые из Бундока 3                   | The Boondock Saints III                | Мёрфи МакМанус                                        |
|              | ф   | Домохозяйка                           | The Housewife                          |                                                       |

### Музыкальные видео
| Год  | Название                         | Исполнитель    | Роль          |
| ---- | -------------------------------- | -------------- | ------------- |
| 1992 | «Wicked as It Seems»             | Кит Ричардс    | N/A           |
| 1994 | «Violently Happy»                | Бьорк          | N/A           |
| 1995 | «Strange Currencies»             | R.E.M.         | N/A           |
| 1995 | «Fake Plastic Trees»             | Radiohead      | N/A           |
| 2011 | «Judas»                          | Леди Гага      | Иуда Искариот |
| 2014 | «Sun Down»                       | Tricky         |               |
| 2015 | «It Just Feels»                  | Jihae          | N/A           |
| 2020 | «Don't Chase the Dead»           | Marilyn Manson | N/A           |
| 2021 | «Never Look Back»                | Run the Jewels | N/A           |
| 2022 | «The Curse of the Blackened Eye» | Орвилл Пек     | The Curse     |

## Награды и номинации
| Год  | Премия                             | Категория                                             | Фильм                             | Результат | Примечания |
| ---- | ---------------------------------- | ----------------------------------------------------- | --------------------------------- | --------- | ---------- |
| 1997 | New England Film & Video Festival  | Специальный приз жюри за лучшую актёрскую работу      | Плавание                          | Победа    | [ 26 ]     |
| 1998 | Готэм                              | Выдающийся исполнитель                                | Кровь с молоком                   | Номинация | [ 27 ]     |
| 2012 | Премия «Сатурн»                    | Лучший теле-актёр второго плана                       | Ходячие мертвецы                  | Номинация | [ 28 ]     |
| 2012 | Премия «Спутник»                   | Лучший актёрский состав                               | Ходячие мертвецы                  | Победа    | [ 29 ]     |
| 2012 | IGN Awards                         | Лучший телевизионный герой                            | Ходячие мертвецы                  | Победа    | [ 30 ]     |
| 2012 | IGN People’s Choice Awards         | Лучший телевизионный герой                            | Ходячие мертвецы                  | Победа    | [ 30 ]     |
| 2014 | EWwy Awards                        | Лучший актёр второго плана                            | Ходячие мертвецы                  | Номинация | [ 31 ]     |
| 2014 | New York City Horror Film Festival | Награда за пожизненные достижения                     | Награда за пожизненные достижения | Победа    | [ 32 ]     |
| 2015 | Премия «Сатурн»                    | Лучший актёр второго плана на телевидении             | Ходячие мертвецы                  | Номинация | [ 33 ]     |
| 2015 | Fangoria Chainsaw Awards           | Лучший актёр второго плана на телевидении             | Ходячие мертвецы                  | Победа    | [ 34 ]     |
| 2017 | Премия «Сатурн»                    | Лучший актёр второго плана в телесериале              | Ходячие мертвецы                  | Номинация | [ 35 ]     |
| 2018 | Выбор критиков                     | Выбор телевизионных критиков за лучший реалити-сериал | По дороге с Норманом Ридусом      | Номинация | [ 36 ]     |
| 2019 | People’s Choice Awards             | Телезвезда мужского пола 2019 года                    | Ходячие мертвецы                  | Номинация | [ 37 ]     |
| 2019 | People’s Choice Awards             | Звезда драматического телевидения 2019 года           | Ходячие мертвецы                  | Номинация | [ 37 ]     |
| 2019 | The Game Awards                    | Лучший перфоманс                                      | Death Stranding                   | Номинация | [ 38 ]     |
| 2020 | BAFTA                              | Исполнитель главной роли                              | Death Stranding                   | Номинация | [ 39 ]     |
| 2022 | Голливудская «Аллея славы»         | Телевидение                                           | Ходячие мертвецы                  | Победа    | [ 40 ]     |